# Ladies Open of Portugal
Het Ladies Open of Portugal was een jaarlijks golftoernooi voor vrouwen in Portugal, dat deel uitmaakte van de Ladies European Tour. Het toernooi werd opgericht in 1985 als het Portuguese Ladies' Open en vond sindsdien plaats op verschillende golfbanen in Portugal.
Het toernooi werd gespeeld in een strokeplay-formule met drie ronden en na de tweede ronde werd de cut toegepast. 

## Geschiedenis
In eind de jaren 1980 werd het toernooi georganiseerd onder de naam Portuguese Ladies' Open. Van 1989 tot 1993 vond er geen edities plaats. Van 1994 tot 1996 vond het toernooi telkens plaats in Costa Azul en werd toen georganiseerd onder de naam Ladies Open Costa Azul. Na een onderbreking van drie jaar, stond het toernooi terug op de kalender van de LET als Ladies Open of Portugal, beginnende van 2001. In 2011 vond de laatste editie plaats.

## Winnaressen
| Jaar                      | Golfbaan                       | Stad                    | Winnares                | Sore                    | Sore                    | Info                                 |
| Portuguese Ladies' Open   | Portuguese Ladies' Open        | Portuguese Ladies' Open | Portuguese Ladies' Open | Portuguese Ladies' Open | Portuguese Ladies' Open | Portuguese Ladies' Open              |
| ------------------------- | ------------------------------ | ----------------------- | ----------------------- | ----------------------- | ----------------------- | ------------------------------------ |
| 1985                      | Vale do Lobo Golf              | Vale do Lobo            | Debbie Dowling          |                         |                         |                                      |
| 1986                      | Oceanico Golf                  | Vilamoura               | Catherine Panton        |                         |                         |                                      |
| 1987                      | Vale do Lobo Golf              | Vale do Lobo            | Catherine Panton        |                         |                         |                                      |
| 1988                      | Oceanico Golf                  | Vilamoura               | Peggy Conley            |                         |                         |                                      |
| 1989                      | Geen toernooi                  | Geen toernooi           | Geen toernooi           | Geen toernooi           | Geen toernooi           | Geen toernooi                        |
| 1990                      | Geen toernooi                  | Geen toernooi           | Geen toernooi           | Geen toernooi           | Geen toernooi           | Geen toernooi                        |
| 1991                      | Geen toernooi                  | Geen toernooi           | Geen toernooi           | Geen toernooi           | Geen toernooi           | Geen toernooi                        |
| 1992                      | Geen toernooi                  | Geen toernooi           | Geen toernooi           | Geen toernooi           | Geen toernooi           | Geen toernooi                        |
| 1993                      | Geen toernooi                  | Geen toernooi           | Geen toernooi           | Geen toernooi           | Geen toernooi           | Geen toernooi                        |
| Ladies Open Costa Azul    |                                |                         |                         |                         |                         |                                      |
| 1994                      | Montado Troia & Aroeira GC     | Palmela                 | Sandrine Mendiburu      | 140                     | –4                      |                                      |
| 1995                      | Montado Troia & Aroeira GC     | Palmela                 | Marie-Laure de Lorenzi  | 205                     | –11                     |                                      |
| Costa Azul Ladies' Open   |                                |                         |                         |                         |                         |                                      |
| 1996                      | Montado Troia & Aroeira GC     | Palmela                 | Shani Waugh             | 214                     | –4                      |                                      |
| Estoril Ladies’ Open      |                                |                         |                         |                         |                         |                                      |
| 1997                      | Estoril Palácio Golf Course    | Estoril                 | Mandy Sutton            | 202                     | –14                     |                                      |
| 1998                      | Geen toernooi                  | Geen toernooi           | Geen toernooi           | Geen toernooi           | Geen toernooi           | Geen toernooi                        |
| 1999                      | Geen toernooi                  | Geen toernooi           | Geen toernooi           | Geen toernooi           | Geen toernooi           | Geen toernooi                        |
| 2000                      | Geen toernooi                  | Geen toernooi           | Geen toernooi           | Geen toernooi           | Geen toernooi           | Geen toernooi                        |
| 2001                      | Geen toernooi                  | Geen toernooi           | Geen toernooi           | Geen toernooi           | Geen toernooi           | Geen toernooi                        |
| Ladies Open of Costa Azul |                                |                         |                         |                         |                         |                                      |
| 2002                      | Clube de Campo da Aroeira      | Charneca de Caparica    | Kanna Takanashi         | 139                     | –5                      | 36-holes (regenweer)                 |
| Ladies Open of Portugal   |                                |                         |                         |                         |                         |                                      |
| 2003                      | Clube de Campo da Aroeira      | Charneca de Caparica    | Alison Munt po          | 209                     | –7                      | Won de play-off van Elisabeth Esterl |
| 2004                      | Clube de Campo da Aroeira      | Charneca de Caparica    | Cecilia Ekelundh        | 206                     | –10                     |                                      |
| 2005                      | Gramacho & Pestana Golf        | Carvoeiro               | Cecilia Ekelundh        | 210                     | –6                      |                                      |
| 2006                      | Club de Golf Quinta da Marinha | Cascais                 | Stéphanie Arricau       | 207                     | –9                      |                                      |
| Ladies Open de Portugal   |                                |                         |                         |                         |                         |                                      |
| 2007                      | Gramacho & Pestana Golf        | Carvoeiro               | Sophie Giquel           | 206                     | –10                     |                                      |
| Ladies Open of Portugal   |                                |                         |                         |                         |                         |                                      |
| 2008                      | Quinta de Cima                 | Vila Nova de Cacela     | Anne-Lise Caudal        | 203                     | –16                     |                                      |
| 2009                      | Golden Eagle Golf Resort       | Rio Maior               | Johanna Westerberg      | 213                     | –3                      | Won de play-off van Tania Elosegui   |
| Portugal Ladies Open      |                                |                         |                         |                         |                         |                                      |
| 2010                      | CampoReal                      | Lissabon                | Karen Lunn              | 204                     | –12                     |                                      |
| Ladies Open of Portugal   |                                |                         |                         |                         |                         |                                      |
| 2011                      | CampoReal                      | Lissabon                | Ashleigh Simon          | 200                     | –16                     |                                      |

| Toernooirecord |  | po = winnares na play-off |

### Meervoudig winnaressen
2 keer
- Catherine Panton: 1986, 1987
- Cecilia Ekelundh: 2004, 2005